# President’s Cup 2023
Der President’s Cup 2023 war ein Tennisturnier der ATP Challenger Tour 2023 für Herren und ein Tennisturnier des ITF Women’s World Tennis Tour 2023 für Damen in Astana. Das Herrenturnier fand vom 24. bis 30. Juli, das Damenturnier vom 31. Juli bis 6. August 2023 statt.